# Garamrudnó
Garamrudnó (szlovákul: Rudno nad Hronom) község Szlovákiában, a Besztercebányai kerületben, a Zsarnócai járásban.

## Fekvése
Újbányától 4 km-re keletre, a Garam bal partján fekszik.

## Története
1147-ben említik először, a falut német bányászok alapították. A 13. századtól területén vasércet bányásztak és üvegkohók működtek. Várát 1283-ban "Ruda" néven említik először, ekkor a település Mihály fia Jakab birtoka. 1355-ben "Ruden" néven említik. 1391-ben a revistyei váruradalom része, 1672-től a bányakamara tulajdona. A 15. században a husziták rabolták ki a falut. 1535-ben 8 portával adózott. 1559-ben az egyházi vizitáció alkalmával említik a falu papját. A 16. században a török is többször megtámadta és kifosztotta. 1601-ben 38 házán kívül iskola és kocsma is állt itt. 1675-ben a török egy támadás során templomát a földig rombolta. 1720-ban malma, kocsmája, 7 kézművese és 18 adózó családfője volt. Római katolikus iskolája 1804-ben létesült. 1828-ban 70 házában 461 lakos élt. 1871-ig vasércet bányásztak itt. Üveggyára 1872-ben épült és az 1920-as évekig üzemelt. Lakói főként mezőgazdasággal, fazekassággal foglalkoztak.
Vályi András szerint "RUDNO. Tót falu Bars Várm. földes Ura a’ Selmetzi B. Kamara, lakosai katolikusok leginkább, fekszik Újbányához fél mértföldnyire; határja majd olly forma, mint Orovniczáé."
Fényes Elek szerint "Rudno, tót falu, Bars vgyében, a Garan bal partján, egy szűk völgyben: 461 kath. lak. F. u. a kamara. Ut. p. Selmecz."
A trianoni békeszerződésig Bars vármegye Garamszentkereszti járásához tartozott.

## Népessége
| Év:            | 1994. | 2004. | 2014.   | 2024.   |
| -------------- | ----- | ----- | ------- | ------- |
| Emberek száma: | 580   | 522   | 524     | 511     |
| Eltérés:       |       | -10 % | +0,38 % | -2,48 % |

| Év:            | 2023. | 2024.   |
| -------------- | ----- | ------- |
| Emberek száma: | 522   | 511     |
| Eltérés:       |       | -2,10 % |

1910-ben 885-en, túlnyomórészt szlovákok lakták.
2001-ben 535 lakosából 527 szlovák volt.
2011-ben 515 lakosából 486 szlovák.

## Nevezetességei
- A falu feletti, 416 méter magas hegyen találhatók az Árpád korban épített Rudnó várának erdővel benőtt, csekély romjai.
- Szent Imre tiszteletére szentelt római katolikus temploma 1675-ben épült, mai formáját az 1802. évi empire stílusú átépítés után nyerte el.
- A Szent Anna kápolna a falu felső részén áll, 1809-ben épült.
- A Szűz Mária Szíve kápolna 1899-ben épült. A Szűz Mária-kápolna

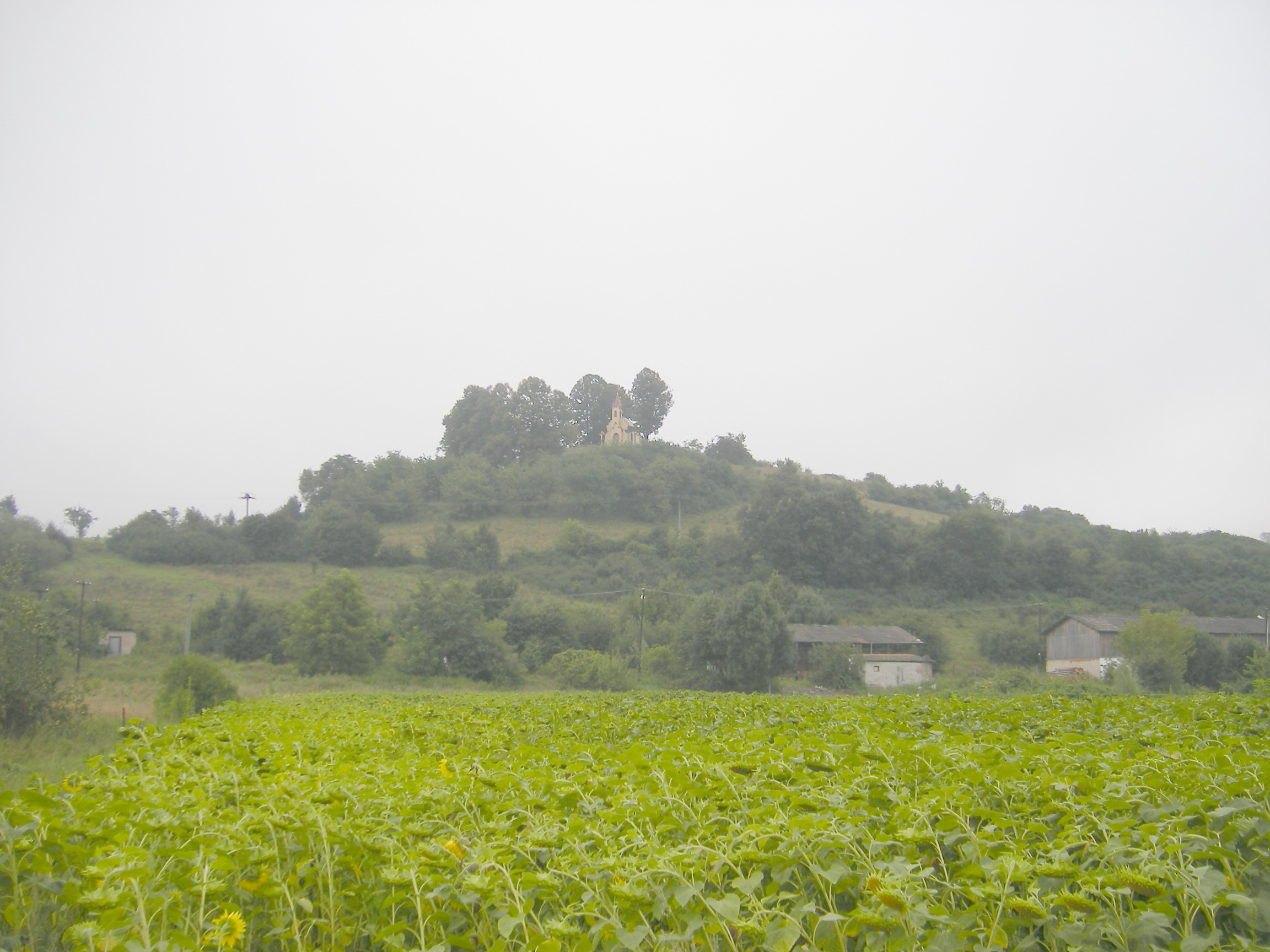
A Szűz Mária-kápolna

## Külső hivatkozások
- Községinfó
- Garamrudnó Szlovákia térképén
- Rudnó váráról szlovákul
- Travelatlas.sk
- A község az Újbányai régió honlapján Archiválva 2007. április 21-i dátummal a Wayback Machine-ben
- E-obce.sk